# 1990 en Espagne
Cet article présente les faits marquants de l'année 1990 en Espagne.

## Décès

### Janvier
- 8 janvier : Jaime Gil de Biedma - poète et écrivain espagnol

- 11 janvier : José Luis García Traid - footballeur puis entraineur espagnol